# Musée des Moulages (Montpellier)
Pour les articles homonymes, voir Musée des moulages.

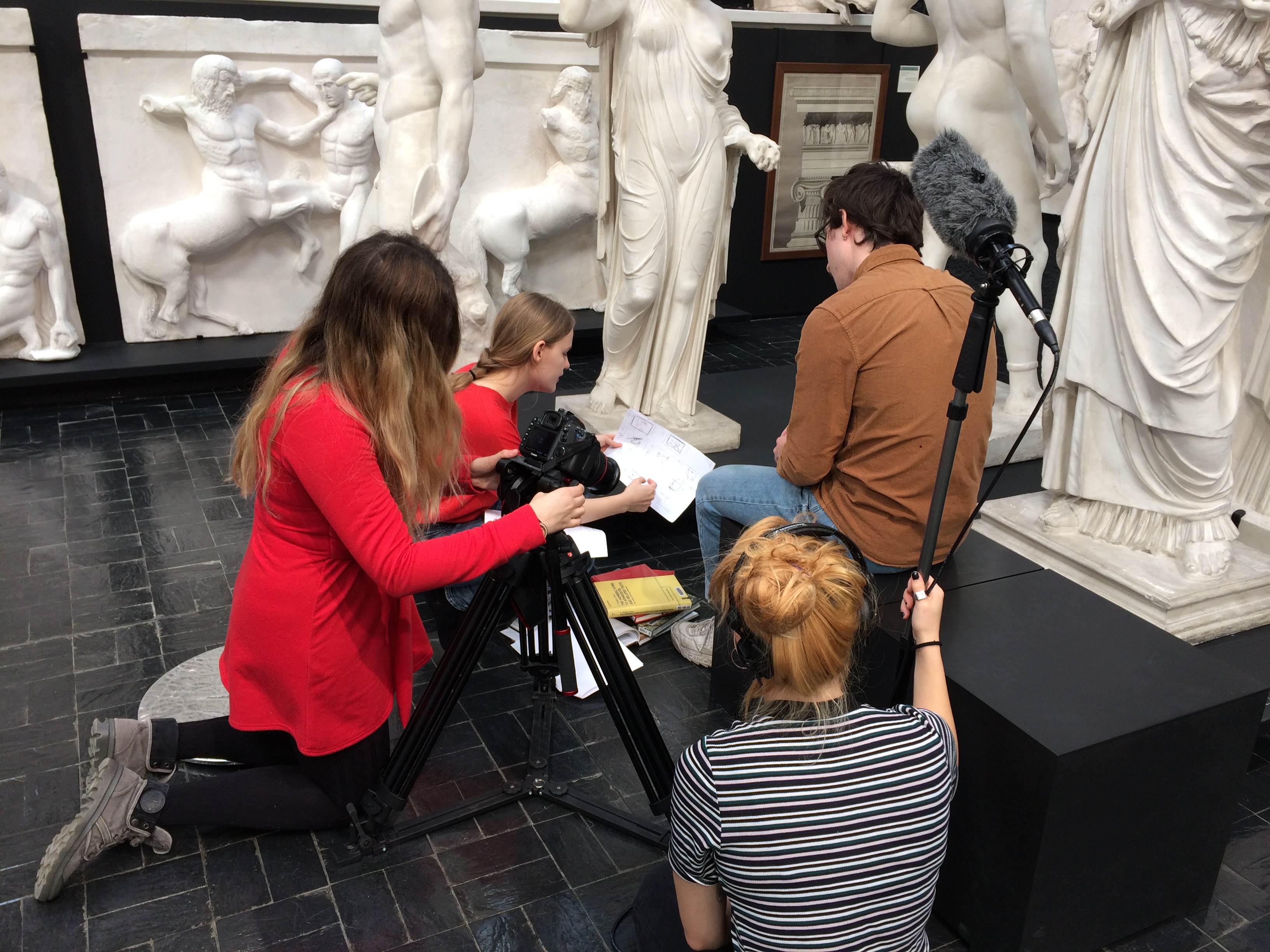
Étudiants au Musée des Moulages

Le Musée des Moulages de l’Université de Montpellier Paul-Valéry a été ouvert en 1890. Il est né d’une politique de la Troisième République visant à doter les universités françaises de collections de copies d’œuvres antiques pour favoriser l’enseignement de l’histoire de l’art et de l’archéologie, à l’image de ce qui se faisait déjà en Allemagne. Si d’autres collections du même genre sont apparues à Bordeaux, Lyon et ailleurs, celle de Montpellier est la seule en France qui a toujours continué à exister et à fonctionner dans un cadre universitaire. La rénovation du musée entre 2009 et 2015 et le classement de sa collection au titre des monuments historiques ont réaffirmé son rôle pédagogique, scientifique et patrimonial. Les collections comportent aussi une section d’art médiéval et des objets antiques originaux.

## Accès
Le musée se situe sur le campus de l’université Paul-Valéry sur le site route de Mende. Il est accessible par la ligne 1 du tramway de Montpellier à 0,9 km de l'arrêt Saint-Éloi. Il est situé à l’entrée du campus.

## Histoire

### Palais universitaire
Musée universitaire à vocation pédagogique, le musée des Moulages de Montpellier a été inauguré le 23 mai 1890, pour le VIe centenaire de l’université de Montpellier. Dès 1888, l’université avait commencé à constituer une collection, sur le modèle du musée des moulages de Bordeaux, inauguré en 1886. Le musée de Montpellier devait servir ensuite de modèle à celui de Lyon, ouvert en juin 1899.

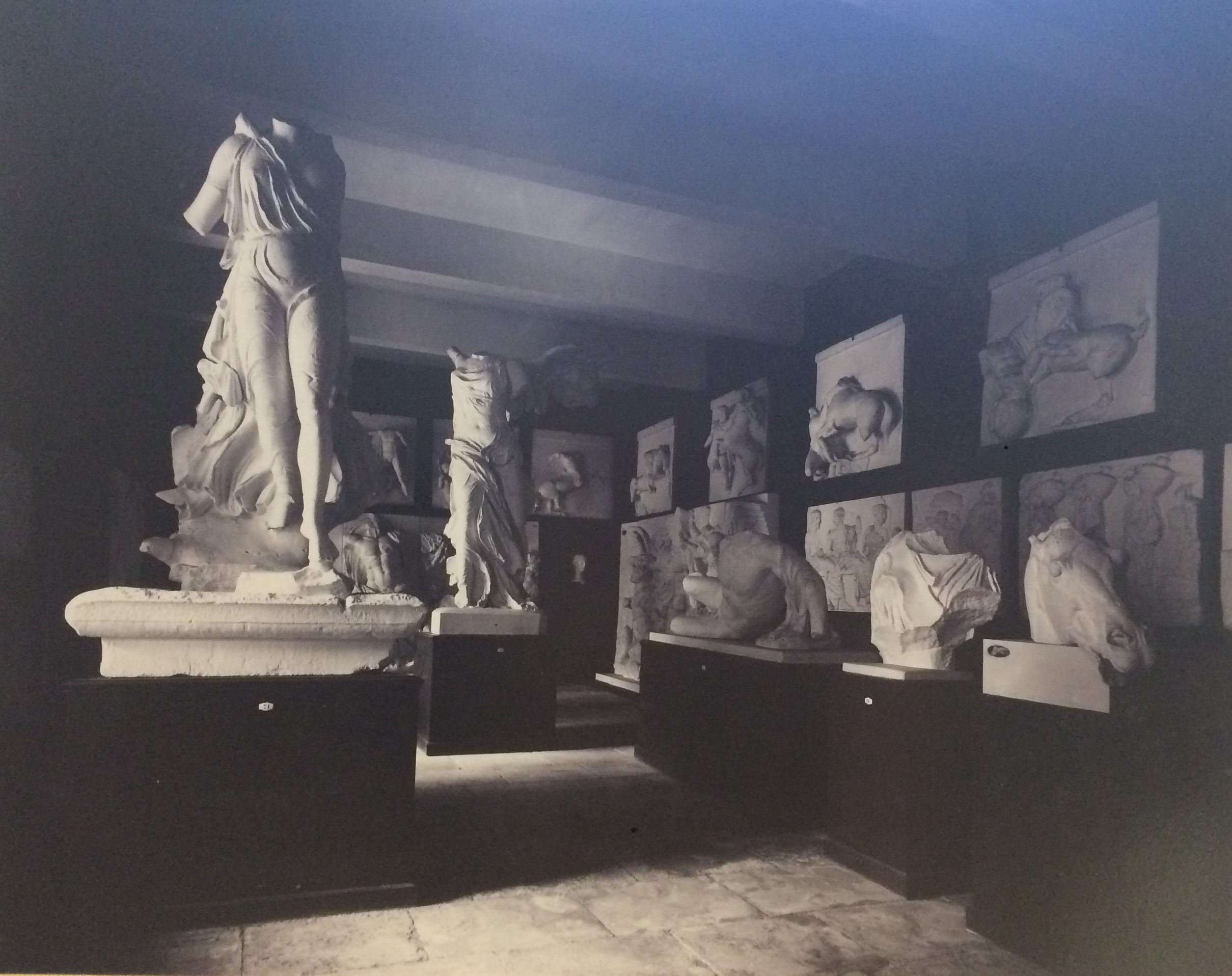
Vue du Musée des Moulages dans le Palais de l'Université (fin XIX^{e} s.-début XX^{e} s.)

Ferdinand Castets, doyen de la faculté des Lettres de Montpellier et conseiller municipal de Montpellier (1881 à 1904) puis maire de cette même ville (1893 à 1896), a été le principal maître d’œuvre de l’opération. Castets était agrégé de grammaire et ancien membre de l’École française d'Athènes ; à l’université de Montpellier, il enseignait la littérature étrangère, mais s’était investi dans l’enseignement de l’archéologie classique. Il a reçu des fonds importants du Ministère de l’instruction publique, qui souhaitait doter les universités françaises de collections de moulages capables de rivaliser avec les collections universitaires allemandes (Berlin, Leipzig ou Munich). Castets bénéficia aussi d’un apport de la ville de Montpellier et de dons des Beaux-Arts (moulage du Laocoon par exemple). Des donateurs montpelliérains sont aussi intervenus. La famille Kühnholtz-Lordat a offert un album gravé de Francesco Piranesi. Léon Tempié, fondateur de la société des amis de l’université, a participé à l’achat de la Minerve Albani. Une collection de photographies et une bibliothèque furent aussi créées. Le musée s’installa dans les locaux actuellement occupés par le Rectorat, rue de l’Université et qui servaient alors de palais universitaire. La collection occupait plusieurs salles, dont une galerie, pour les chefs-d’œuvre.
Dans les années qui suivirent, la collection continua à croître. Un bienfaiteur, Alfred Chabert, entre 1891 et 1896, offrit de grands moulages comme le Faune Barberini ou des œuvres de Michel-Ange. L’École française d’Athènes envoya un moulage de l’aurige de Delphes en 1897-1898, quelques mois après la découverte de l’original. Après 1890, la politique d’achat se porta aussi sur de petits moulages de statuettes en bronze. En 1894, un dépôt du Louvre à Montpellier permit également de montrer des originaux aux étudiants.
L’augmentation des collections nécessitait de revoir la muséographie. Surtout, le 1er mars 1904, il y eut l’achat en bloc de la collection de moulages d’œuvres médiévales constituée par le chanoine Charles-Joseph Didelot (1826-1900), archiprêtre de Valence. Cette acquisition, due à André Joubin (1868-1944), ouvrait les collections à l’art français, même si certains moulages concernaient des œuvres conservées dans le nord-est de l’Espagne. L’acquisition de quelques moulages d’œuvres de la Renaissance italienne laissait aussi espérer le développement de collections portant sur les époques plus récentes. L’arrivée de copies d’œuvres antiques provenant du Sud de la France s'inscrit dans un projet de Joubin qui voulait créer à Montpellier un musée archéologique de la Méditerranée occidentale antique et médiévale dont l’objectif principal est de faire le lien entre le musée de sculpture antique (musée des Moulages) et la salle d’art méridional (collection Didelot, art médiéval) par la formation d’une section consacrée aux antiquités pré-romaines et romaines de la région.

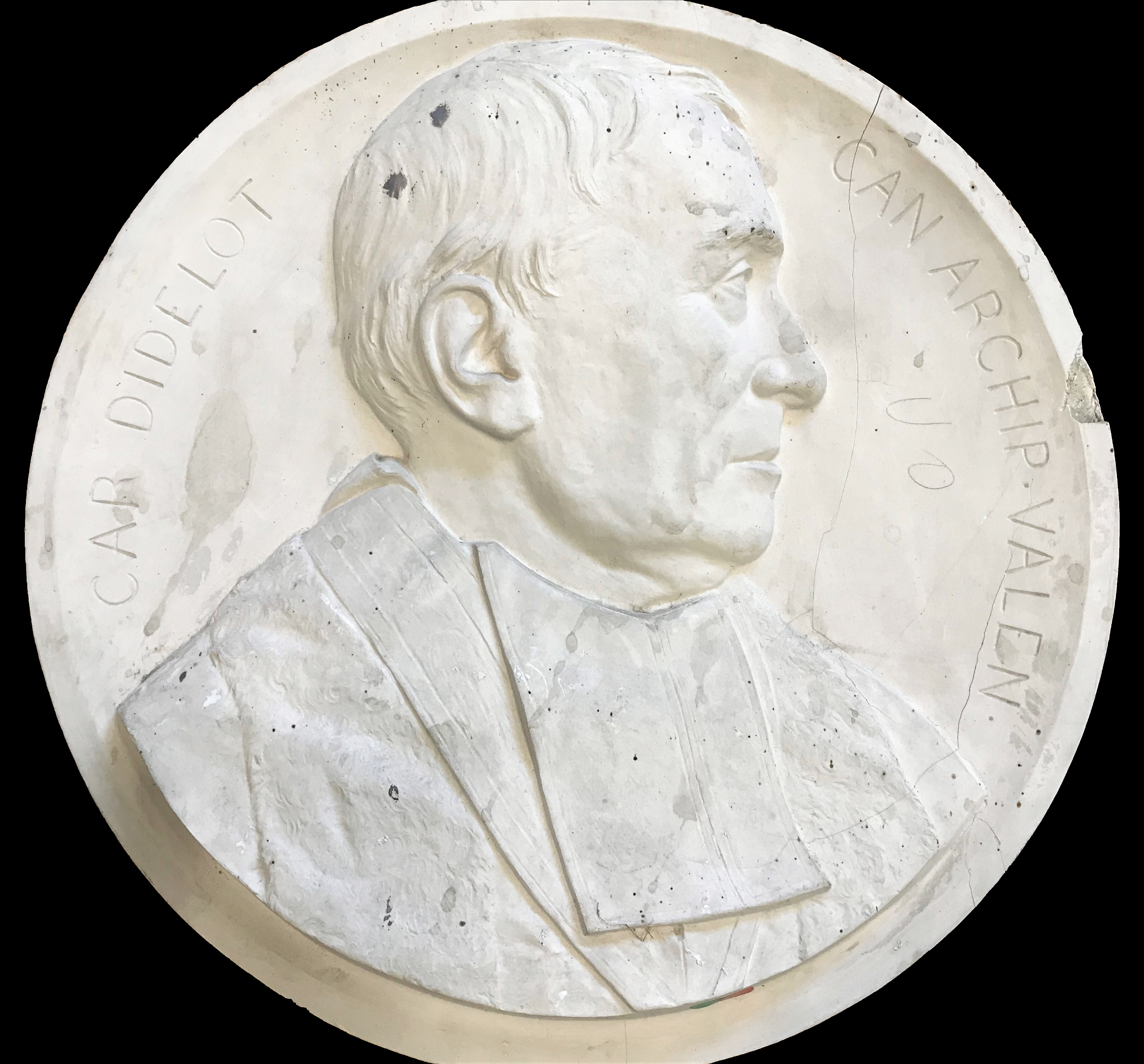
Portrait du chanoine Didelot, tirage en plâtre n°A-392

La nouvelle présentation utilisa l’ancienne chapelle du palais universitaire pour exposer les sculptures de la Renaissance. Joubin, qui publia un nouveau catalogue en 1904, était connaisseur de la sculpture grecque : il avait travaillé sur les sarcophages de Clazomènes et publié en 1901 une histoire de la sculpture grecque. Son départ comme conservateur du musée Fabre (1915-1920), mit fin aux acquisitions. Les financements institutionnels avaient déjà cessé en 1911.
Dans les années 1920, la collection Didelot permit la création d’un enseignement d’archéologie médiévale voulu par le médiéviste Augustin Fliche. Le seul accroissement notable des fonds fut le don de moulages de sculptures romaines découvertes dans les fouilles italiennes de Leptis Magna (Libye). Ces copies, œuvres de l’atelier de Ciotti Vincenzo, venaient du pavillon italien de l’exposition coloniale de Vincennes en 1931.

### Rue du Cardinal-de-Cabrières
En 1938, le musée déménagea à l’occasion du transfert de la faculté des lettres dans de nouveaux locaux, rue du Cardinal-de-Cabrières. Tout le dernier étage du bâtiment lui fut affecté. La présentation inaugurée en juillet 1939 continua à servir à l’enseignement universitaire, mais prit aussi une valeur culturelle, en s’intégrant au circuit des musées à visiter à Montpellier. 

### Campus de la route de Mende

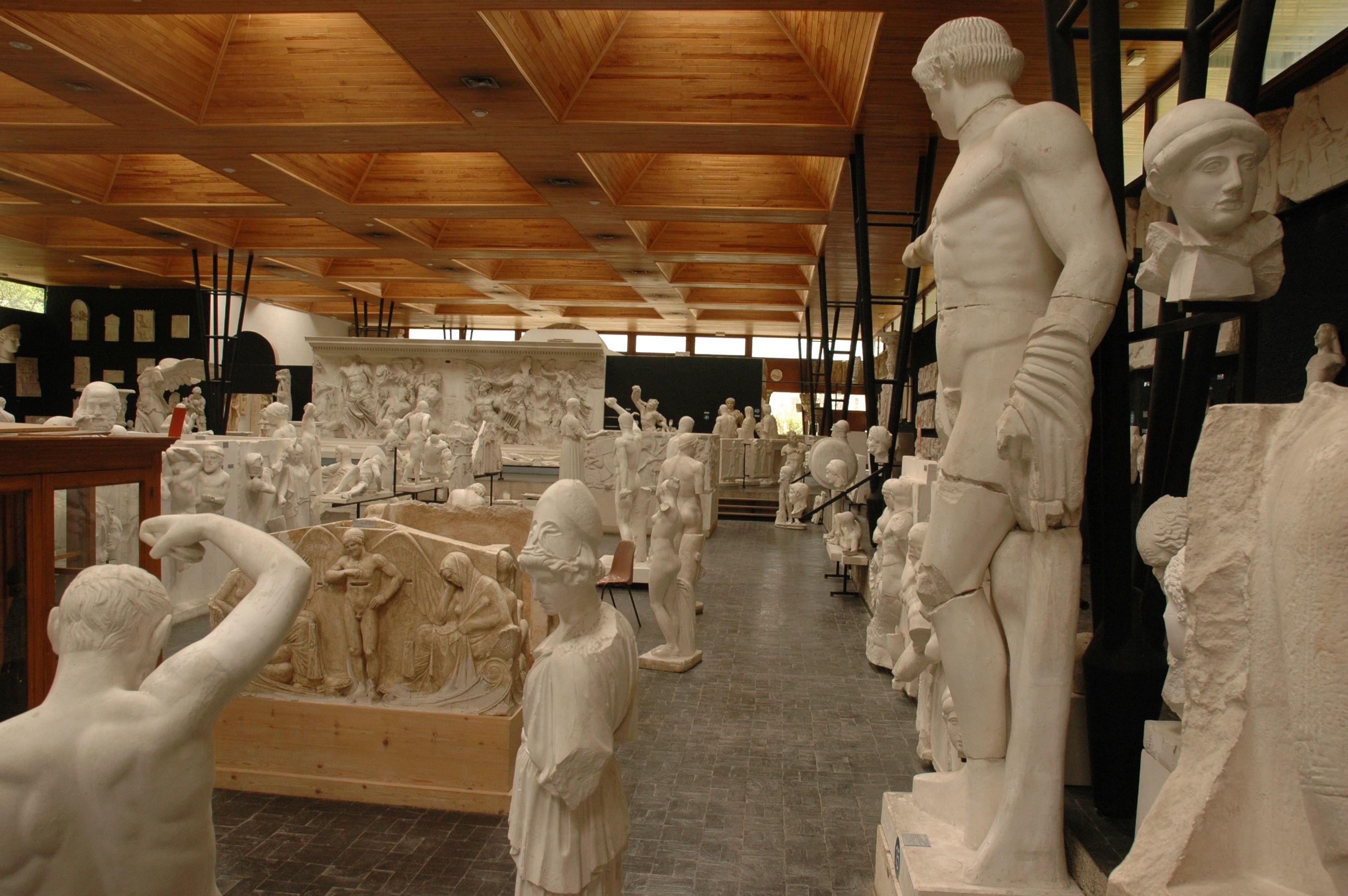
Musée des Moulages en 2007, avant rénovation

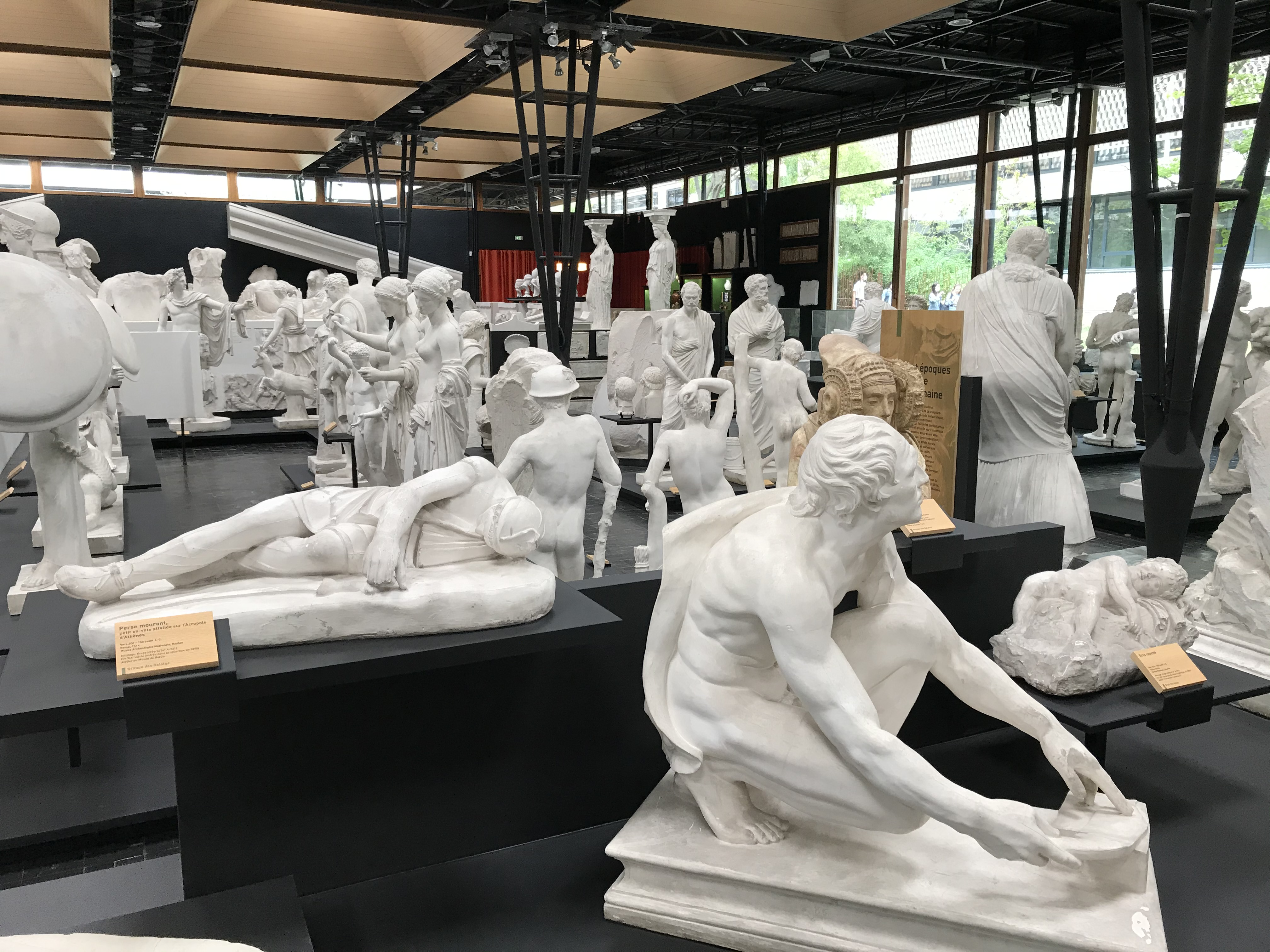
Vue du Musée des Moulages en 2021

En 1965, les collections déménagèrent une seconde fois pour rejoindre le campus de la route de Mende, Université de Montpellier Paul-Valéry, que construisait un cabinet d’architectes (la Société méridionale d’études et de travaux, avec René Egger, Jean-Claude Deshons, Philippe Jaulmes). Le professeur d’archéologie grecque de l’époque, Hubert Gallet de Santerre, veilla à ce que les moulages bénéficient d’un bâtiment conçu pour eux, alors qu’ailleurs en France l’existence même de ce genre de musée était remise en question. L’investissement de Gallet de Santerre sauva sans doute la collection de la disparition ou d’une mise en réserve. Conçu pour abriter les collections, le bâtiment construit en 1965 ne pouvait aisément être transformé en salle de cours, ce qui a sans doute aussi préservé le Musée dans les périodes où le nombre des étudiants s'est fortement accru. Le musée est alors formé de deux vastes espaces, l’un pour l’Antiquité, l’autre pour le Moyen Âge, et d’une salle de réserve. Il se signale à l’extérieur, d’un côté par le Mur cyclopéen d’Albert Dupin et de l’autre, par une grande baie vitrée regardant l’axe principal de circulation du campus.
Ces deux déménagements ont toutefois entraîné quelques pertes, par exemple de moulages de statuettes de bronze ou des galvanoplasties d’œuvres mycéniennes. 
La gestion du musée et des collections a été assurée par la suite par Christian Llinas, professeur d’archéologie grecque, et par Françoise Robin, professeure d’histoire de l’art médiéval. On leur doit notamment un guide complet des collections paru en 1991, peu après le premier centenaire du musée.

### Rénovation
Au début des années 2000, il devenait urgent de rénover le bâtiment. L’opération permit aussi de redécouvrir l’intérêt de la collection, classée au titre des Monuments Historiques en janvier 2009. Ce fut le premier ensemble de ce genre à bénéficier de cette protection. Ces opérations ont été menées par Rosa Plana-Mallart, professeure d’archéologie classique et directrice du musée, en collaboration avec Géraldine Mallet, professeure d'histoire de l'art médiéval. En partenariat avec les services de l’Université, le musée du Louvre et le service des monuments historiques de la DRAC Occitanie, elle pilota le projet de rénovation du musée, la réfection du bâtiment l’abritant, le catalogage, le conditionnement et la restauration des œuvres. En septembre 2015, le musée put être rouvert, avec une nouvelle muséographie, mais qui reprend les principes de celle des années 1960 et, indirectement, celle de 1904.

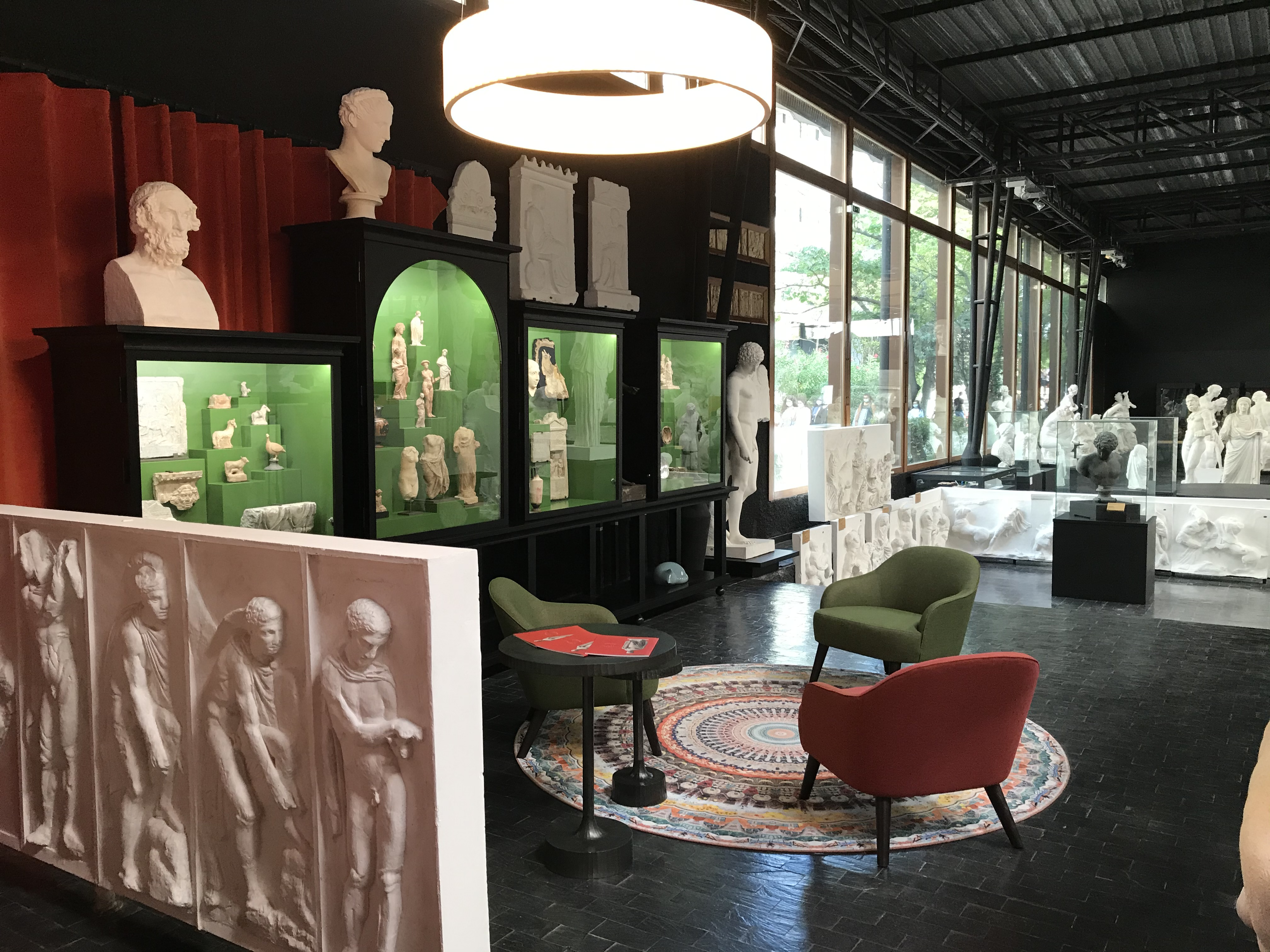
Cabinet d'Antiques du Musée des Moulages

Ces travaux ont permis la reconnaissance de la valeur patrimoniale des fonds, tout en leur conservant leur fonction pédagogique : ils servent encore à des cours d'histoire de l'art, d'archéologie et d'arts plastiques face aux œuvres.
Le musée renforce le rayonnement culturel de l’université de Montpellier Paul-Valéry et donne de la visibilité aux recherches sur l’Antiquité gréco-romaine dans la région. Parallèlement, un cycle de conférences, les Mercredis de l’Antiquité, en coopération avec les musée Fabre et le musée archéologique Henri-Prades, permet de renforcer les liens avec le grand public.
Le dépôt, par le musée du Louvre, d'une série d’œuvres grecques originales qui ont rejoint celles qui étaient déjà arrivées depuis la fin du XIXe siècle a encore accru l'importance du musée. Cela a permis d’inaugurer un nouvel espace muséal, le Cabinet d’antiques.
Il est désormais aisément visitable du mardi au vendredi de 10h à 12h sur réservation et de 12h à 17h en accès libre.

## Œuvres exposées et en réserve
Pour l’essentiel, la collection est formée de plus de 700 moulages réalisés selon des techniques et par des ateliers différents. Beaucoup de moulages d’œuvres antiques ont été produits par l’atelier de l’École de Beaux-Arts de Paris ou par celui du Louvre. Mais il y a eu aussi des achats dans d’autres ateliers, comme l’atelier Brucciani, de Londres, l’atelier des musées de Berlin, l’École polytechnique de Munich, l’École des Beaux-Arts de Vienne. Quelques œuvres ont été produites par l’atelier Gherardi à Rome et l’atelier Martinelli à Athènes. L’entreprise Gilliéron a livré des galvanoplasties d’objets mycéniens. Pour les moulages d’œuvres médiévales, Didelot s’était appuyé sur l’architecte Pierre Baussan et ses tirages n’ont été réalisés qu’à un seul exemplaire. Ils sont revêtus d’une patine imitant la pierre, alors que les tirages d’œuvres antiques sont restés généralement blancs. 

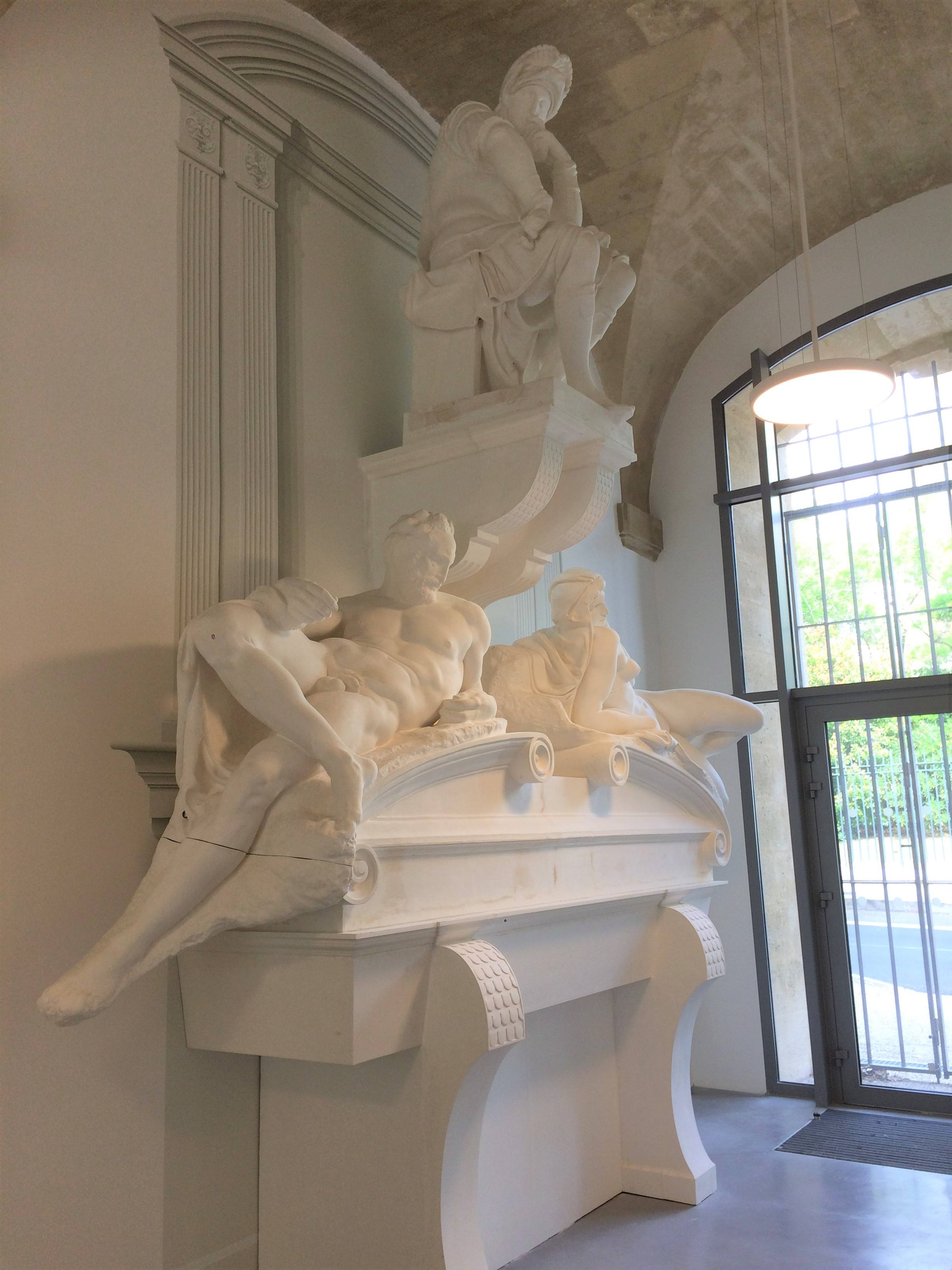
Tirages en plâtre des statues du tombeau de Laurent de Médicis, XVI^{e} s., Michel-Ange, site Saint-Charles de l'UPVM3 (n°A-384 à A-386).

La collection initiale, à peu près figée vers 1914, correspond à une lecture de l’histoire de l'art antique telle qu’elle se faisait en Europe occidentale vers 1900. Nous connaissons bien l'état des fonds à cette époque grâce aux deux catalogue imprimés, celui de Castets (1890) et celui de Joubin (1904). 
Les civilisations égéennes (Mycéniens) y avaient une place, montrant comment les découvertes de l’archéologie égéenne ont pu être rapidement reçues dans une université de l'importance de celle de Montpellier. L’Égypte et l’Orient sont présents non pour eux-mêmes mais parce qu'ils permettaient de comprendre l’art grec du Ier millénaire a.C. André Joubin écrivait ainsi dans le catalogue de 1904 :   

« On a voulu simplement lui [au visiteur] rappeler que l’art grec a subi l’influence des arts orientaux et qu’alors que la Grèce était encore tout à fait barbare il existait en Orient des civilisations vieilles de plusieurs milliers d’années. »

Actuellement, une petite partie des collections se trouve en réserve. Certaines œuvres, comme les tombeaux Médicis ou la Diane de Gabies sont exposés dans d’autres locaux de l’Université. Des prêts réguliers d’œuvres sont effectués dans le cadre d’expositions, comme Bourdelle et l’antique : une passion moderne, au musée Bourdelle à Paris en 2017-8 ou L'Âge d'or de la peinture danoise (1801-1864), au Petit Palais à Paris en 2020. 

### Tirages en plâtre

#### Antiquité
Pour l’Antiquité, la Grèce archaïque et classique est privilégiée. La collection compte 508 œuvres dans ce domaine. L’Orient ancien est représenté par exemple par la plaque assyrienne de la lionne blessée (British Museum), l’Égypte par la statue de Khéphren (musée égyptien du Caire). L’idée était que les arts de ces régions préparaient l’avènement de l’art grec, comme on le pensait vers 1890-1910. Des objets mycéniens et le moulage du relief de la porte des lionnes à Mycènes traduisent un intérêt pour l’art égéen du IIe millénaire a.C. 

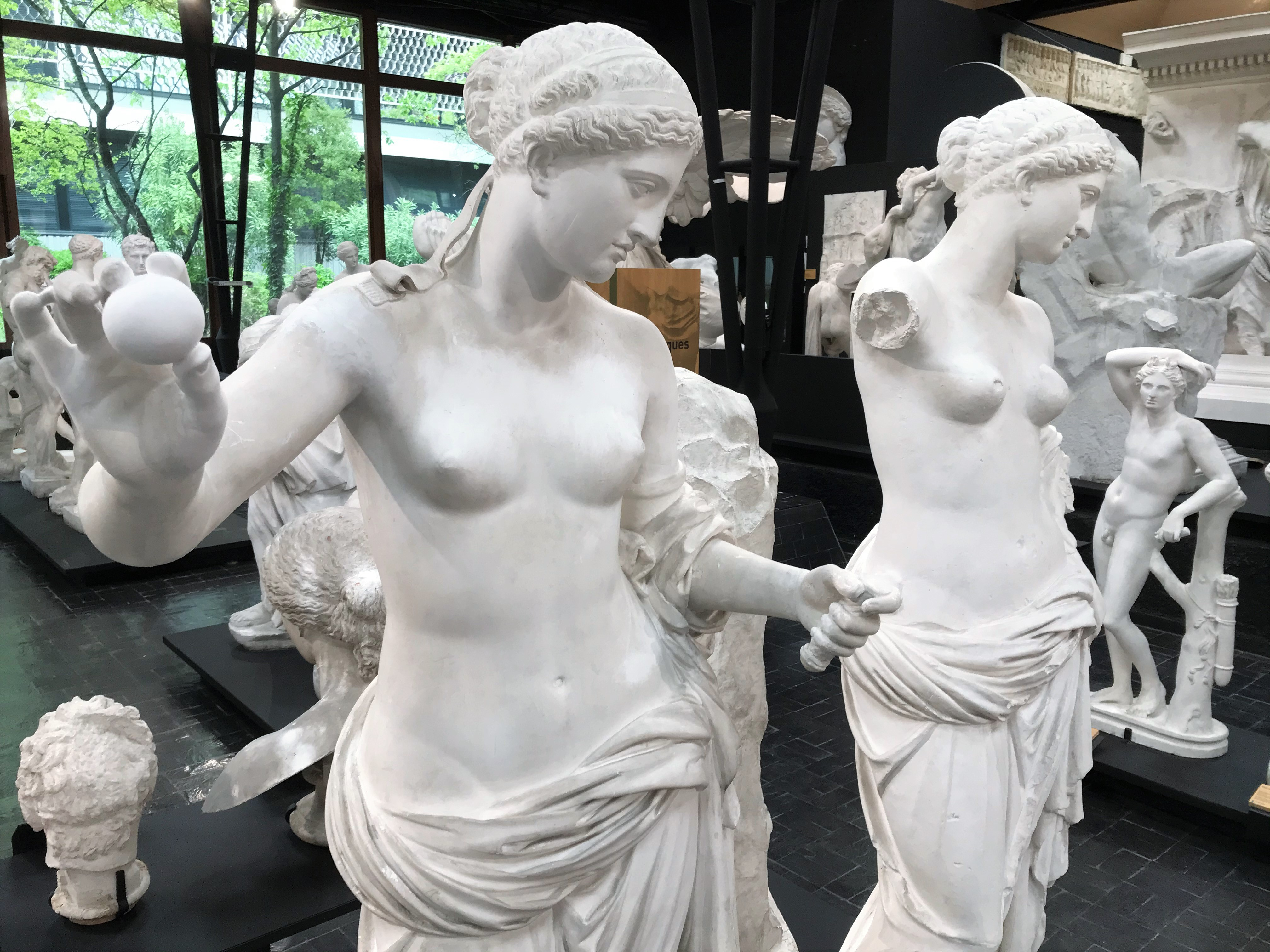
Tirages en plâtre de la Vénus d'Arles, avant et après restaurations de François Girardon, copie romaine, original vers 370 avant J.-C., Arles, 1651 (n°A-168 et A-169).

Pour l’art grec, on notera l’absence des korai de l’Acropole, probablement car mouler les originaux aurait entraîné des risques pour les restes de peinture antique que ces œuvres conservent. Elles étaient cependant présentes sous forme de photographies encadrées. Les monuments de l’Acropole étaient aussi illustrés par des photographies. L’accent a été mis sur la sculpture monumentale : reliefs du trésor de Siphnos, décor sculpté du temple de Zeus à Olympie, Caryatides de l'Erechtheion d’Athènes, décors du Parthénon, de l’autel de Zeus à Pergame. Pas mal d’œuvres sont plus faciles à observer dans le musée que sur place : on peut examiner facilement la frise du monument chorégique de Lysicrate ou le calendrier de la Petite Métropole d’Athènes. Il y a peu de créations romaines, et celles qui avaient été choisies illustrent plutôt la réception de l’art grec à Rome. Castets et Joubin semblent s’être particulièrement intéressés à l’art archaïsant et néo-attique. Il y a peu d’œuvres antiques trouvées dans le Midi de la France et la Vénus d’Arles, en deux exemplaires (avec ou sans les restaurations de Girardon) est là en raison de l’attribution de l’œuvre originale à Praxitèle. Le moulage de la Dame d’Elche est isolé : il a peut-être été acquis dans le but créer une collection d’archéologie de la Méditerranée, avorté au moment du départ de Joubin. Les reproductions de deux fresques de Pompéi ont disparu. 

#### Moyen Âge

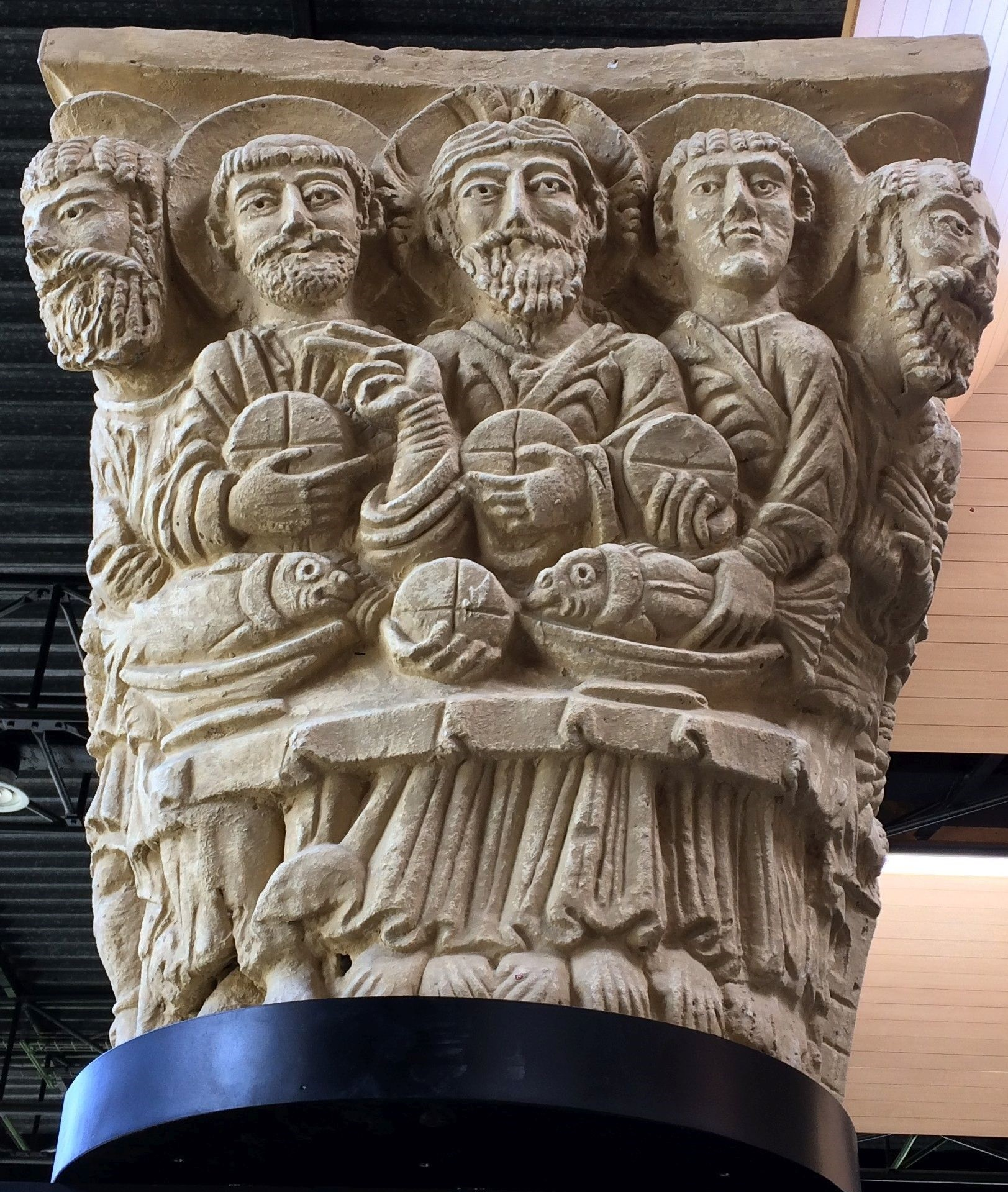
Face de chapiteau figurant la multiplication des pains, chœur de l'église de Saint-Nectaire, Puy-de-Dôme, XII^{e} s. (n°M-132).

La collection médiévale est exceptionnelle. Fliche la présentait ainsi en 1935 : 

« La salle du palais universitaire, où elle a été logée, ne le cède en rien, comme beauté et intérêt, à celles du musée de sculpture comparée qu’abrite le Trocadéro. »

Là, le côté régional est affirmé : les œuvres proviennent du Sud-est de la France, de Catalogne, d’Auvergne, du Lyonnais ou du Dauphiné. Les fonds reflètent les goûts de Didelot, qui avait voyagé en Espagne et en Italie et s’était intéressé à la sculpture paléo-chrétienne et à l’art pré-roman. L’accent a été mis sur l’art roman, au détriment de l’art gothique. Le portail de Saint-Gilles du Gard et la porte de la cathédrale de Maguelone sont des dons de la société archéologique de Montpellier. La collection reproduit plus d’œuvres originales encore dans les monuments pour lesquelles elles ont été conçues que déposées dans les musées. L’art gothique n’est entré qu’en 1962, avec le don de 7 œuvres par la ville de Béziers (moulages de l’atelier du musée de sculpture comparée réalisés au début du XXe siècle).

#### Renaissance
La Renaissance italienne est illustrée surtout par Michel-Ange. Le saint Georges de Donatello ou un Giambologna sont perdus. Ces acquisitions avaient été réalisées dans le but de montrer le retour à la tradition antique.

### Les œuvres authentiques

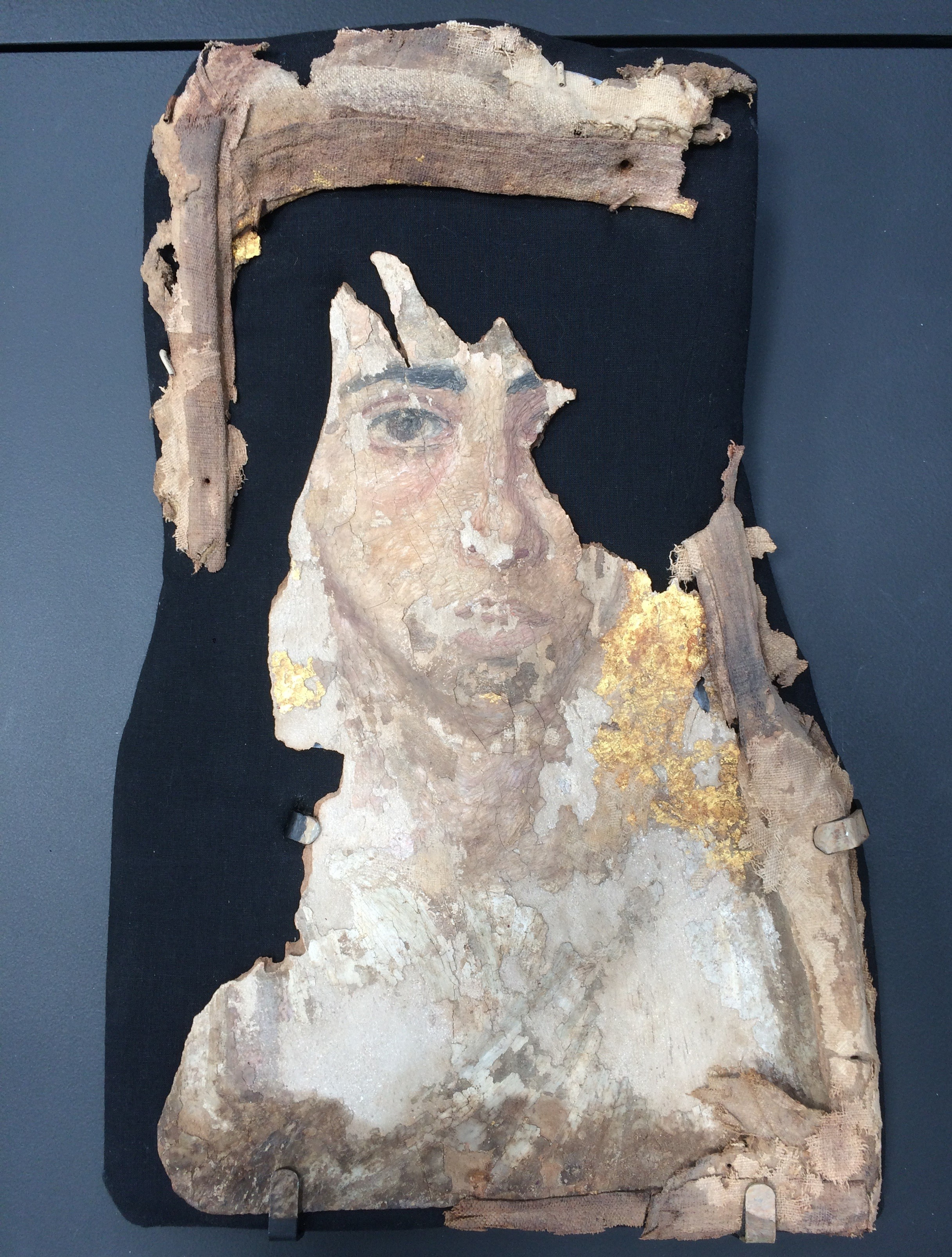
Portrait funéraire d'homme provenant d'Antinoé, II^{e} - IV^{e} s. apr. J.-C., Cabinet d'Antiques du Musée des Moulages.

Le musée présente aussi des œuvres authentiques qui proviennent soit de fouilles dans la région, soit de grandes institutions. Dès la fin du XIXe siècle, le Louvre a envoyé de la céramique grecque, des figurines de terre-cuite, certaines provenant de l’ancienne collection Campana. Le musée Guimet a déposé des œuvres égyptiennes : des petits sarcophages en bois d’Osiris végétant provenant de Tehneh en Haute-Égypte (fouilles de Jouguet et Lefebvre, 1901-1903). Des objets découverts à Antinoé en Égypte en provenance des fouilles de Gayet ont été déposés entre 1901 et 1907. Cela concerne des tissus coptes et des masques funéraires dont un a récemment été restauré. En 1894, l’École française d'Athènes a envoyé 160 figurines hellénistiques provenant des fouilles de Myrina (Asie Mineure). Vers 1900, toutes ces œuvres étaient considérées comme des "pièces de démonstration", c’est-à-dire qu’elles servaient à l’enseignement. Elles étaient présentées dans un espace particulier, l’Antiquarium. Il y avait aussi une vitrine d’objets égyptiens originaux. Le Ministère avait envoyé de briques inscrites provenant de Suse. Les collections comportent encore un médailler, avec des monnaies frappées entre l’Antiquité et le XIXe siècle.
Lors de la rénovation de 2009-2015, deux vitrines ont été consacrées à exposer vases et terres-cuites grecques.  En février 2020, un nouveau dépôt par le Louvre d’œuvres grecques datant des époques classique et hellénistique a consolidé la politique d’exposition de pièces originales en complément des copies. Ce dépôt comporte de la ronde-bosse, de la sculpture funéraire et des figurines de terre-cuite. A cette occasion, un espace du musée non rénové en 2009-2015 a été réaménagé avec du mobilier contemporain. Cet espace, appelé le "Cabinet d’Antiques" renoue avec l’esprit de l’Antiquarium du musée en 1900 et fait écho aux vitrines d’objets originaux installées pour la réouverture de 2015. Les œuvres sont présentées dans des vitrines de bois, et intègrent quelques copies et des faux, comme on pouvait en trouver dans les collections du XIXe, dont on a cherché à évoquer l’ambiance, dans un langage contemporain.

## Politiques de restauration, d’exposition et d’acquisition

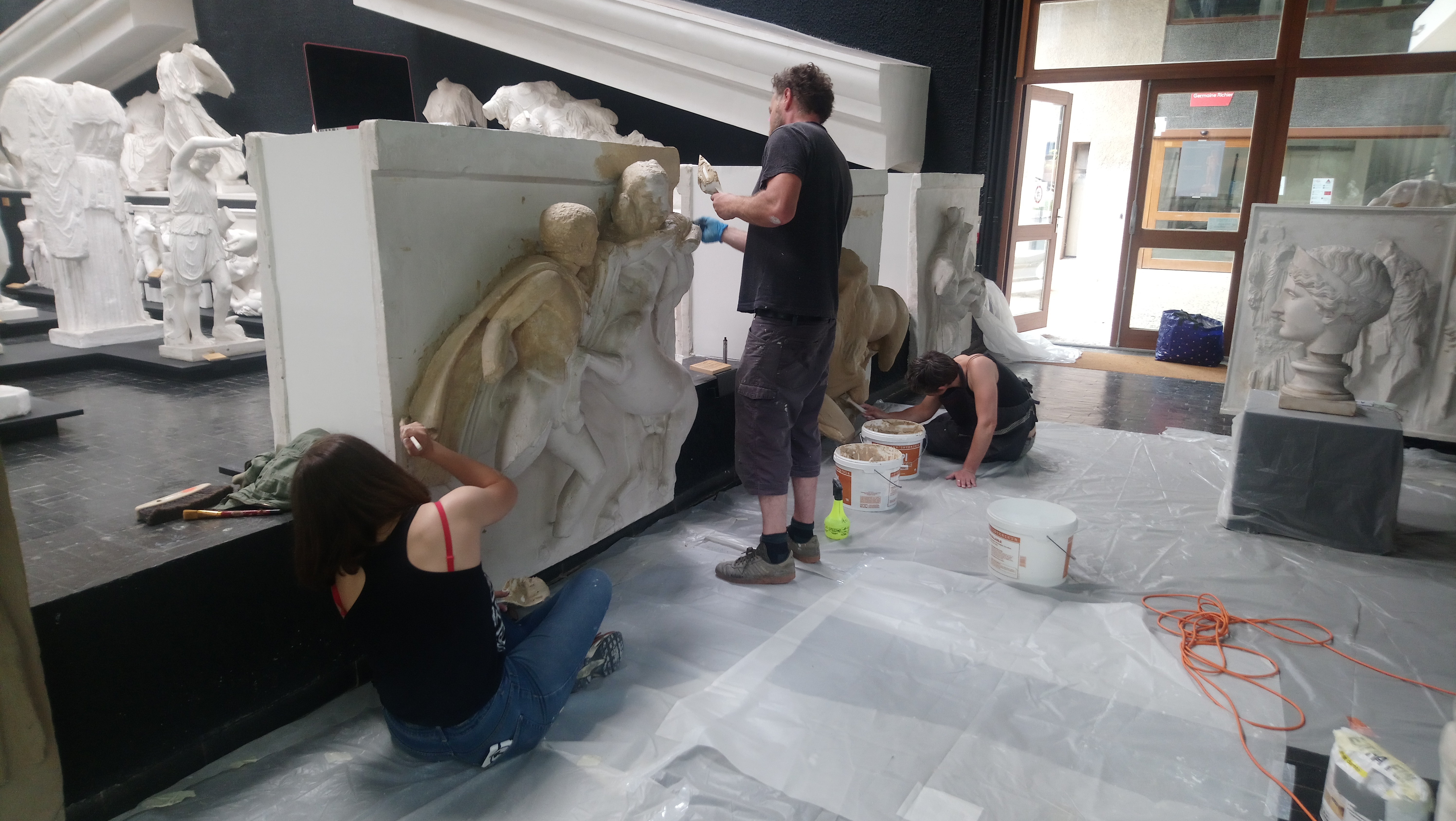
Travail des restaurateurs sur les métopes du Parthénon de l'Acropole d'Athènes.

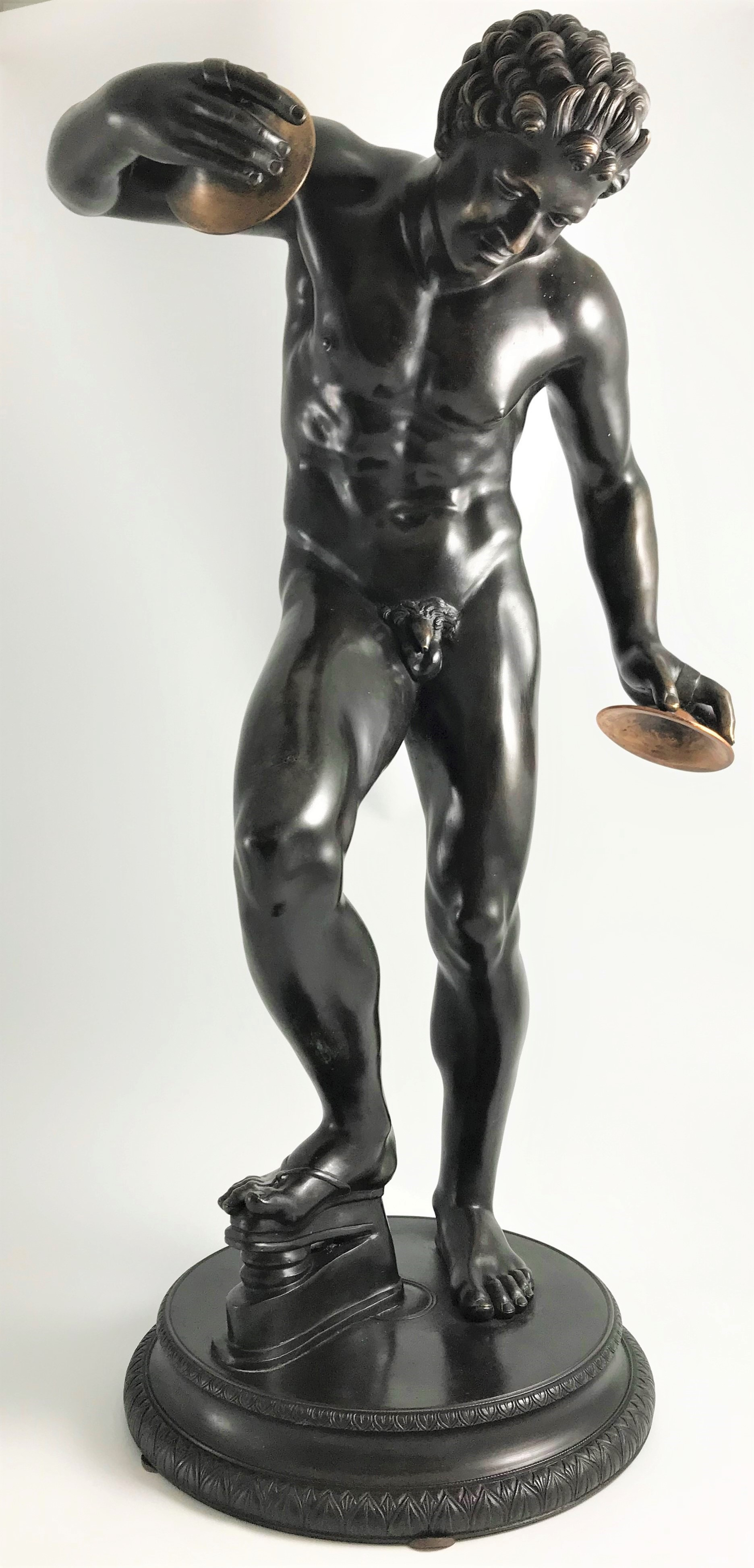
Faune aux cymbales, copie romaine d'époque impériale d'un original grec, fonte du milieu du XIX^{e} s., atelier Chiurazzi, Naples.

Depuis 2009, les moulages de la collection du musée font l’objet d’une campagne de restauration. Les œuvres sont progressivement nettoyées et consolidées quand cela est nécessaire. Le musée organise à cet effet des chantiers-écoles. Par ailleurs, des expositions sont organisées de manière régulière : Papier, plâtre, pixel : la quête du musée virtuel (2017), L’œil de Rodin (2017/8), Orient en Occident (2018/9), Nouvelles acquisitions, nouvelles restaurations (2019). Depuis 2017, le musée a relancé une politique d’acquisition. Il acquiert auprès du marché de l’art des copies conformes d’œuvres antiques, produites pendant la période 1840-1920 et destinées à l’enseignement ou aux collectionneurs.

## Galerie

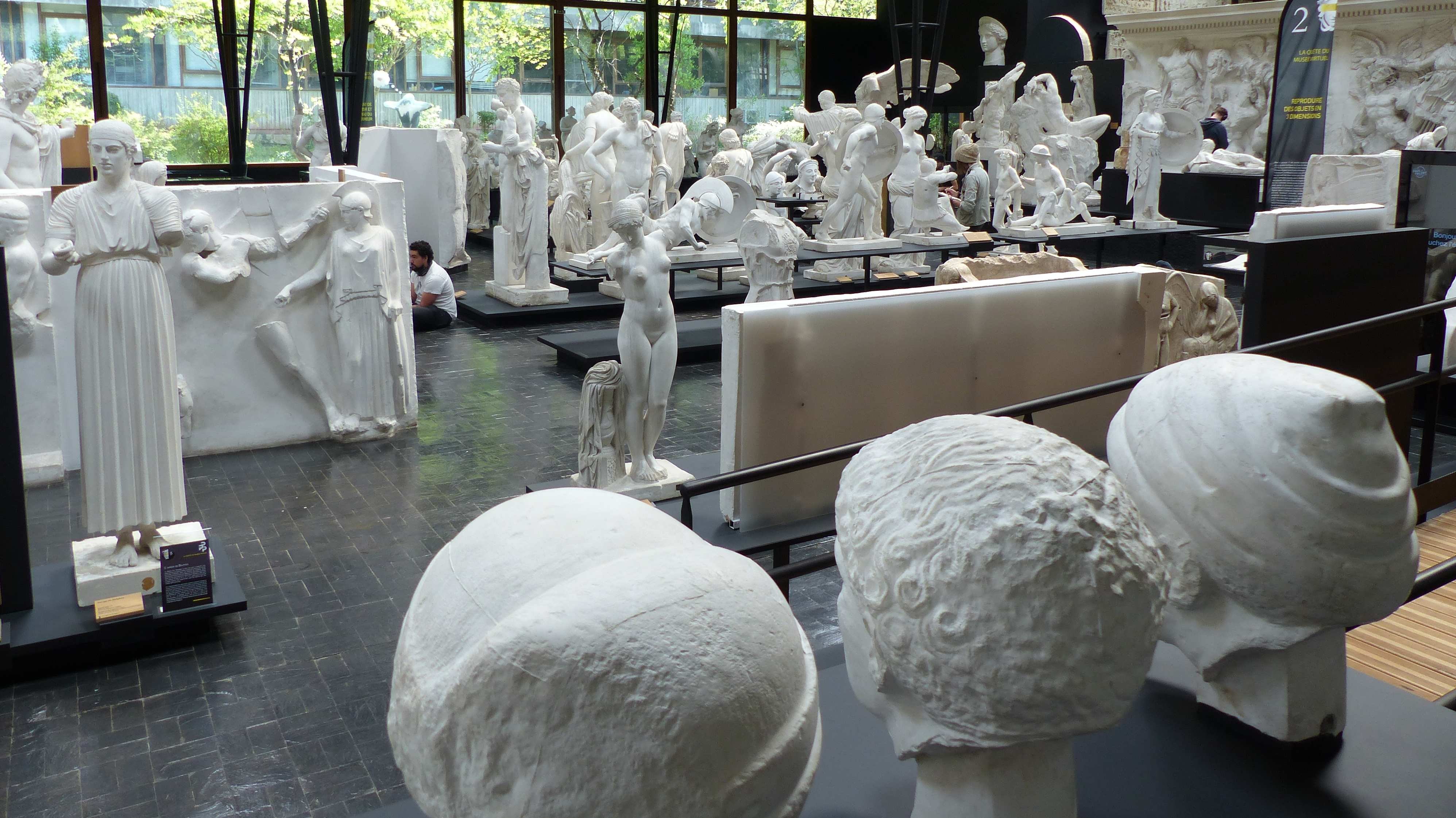
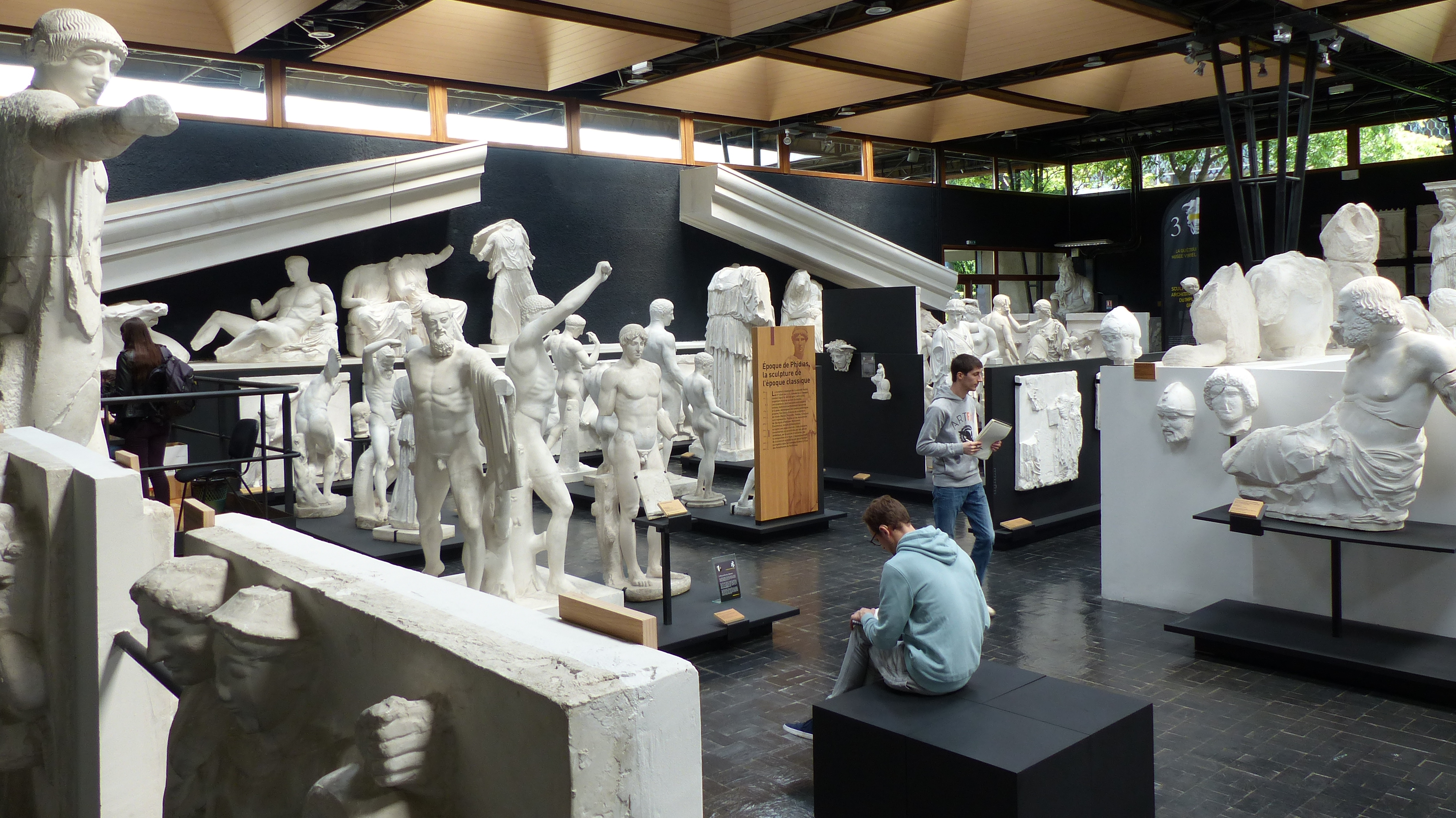
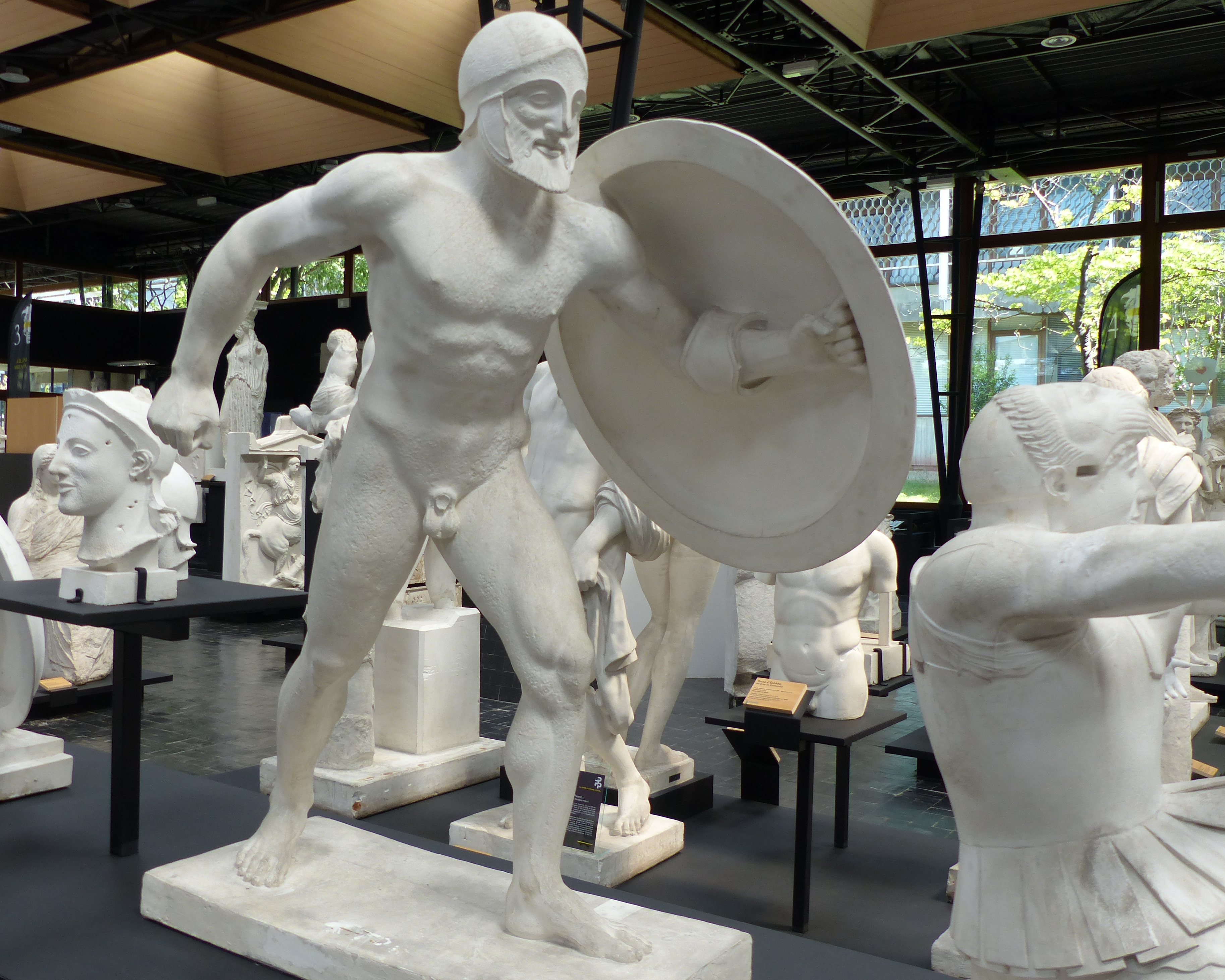
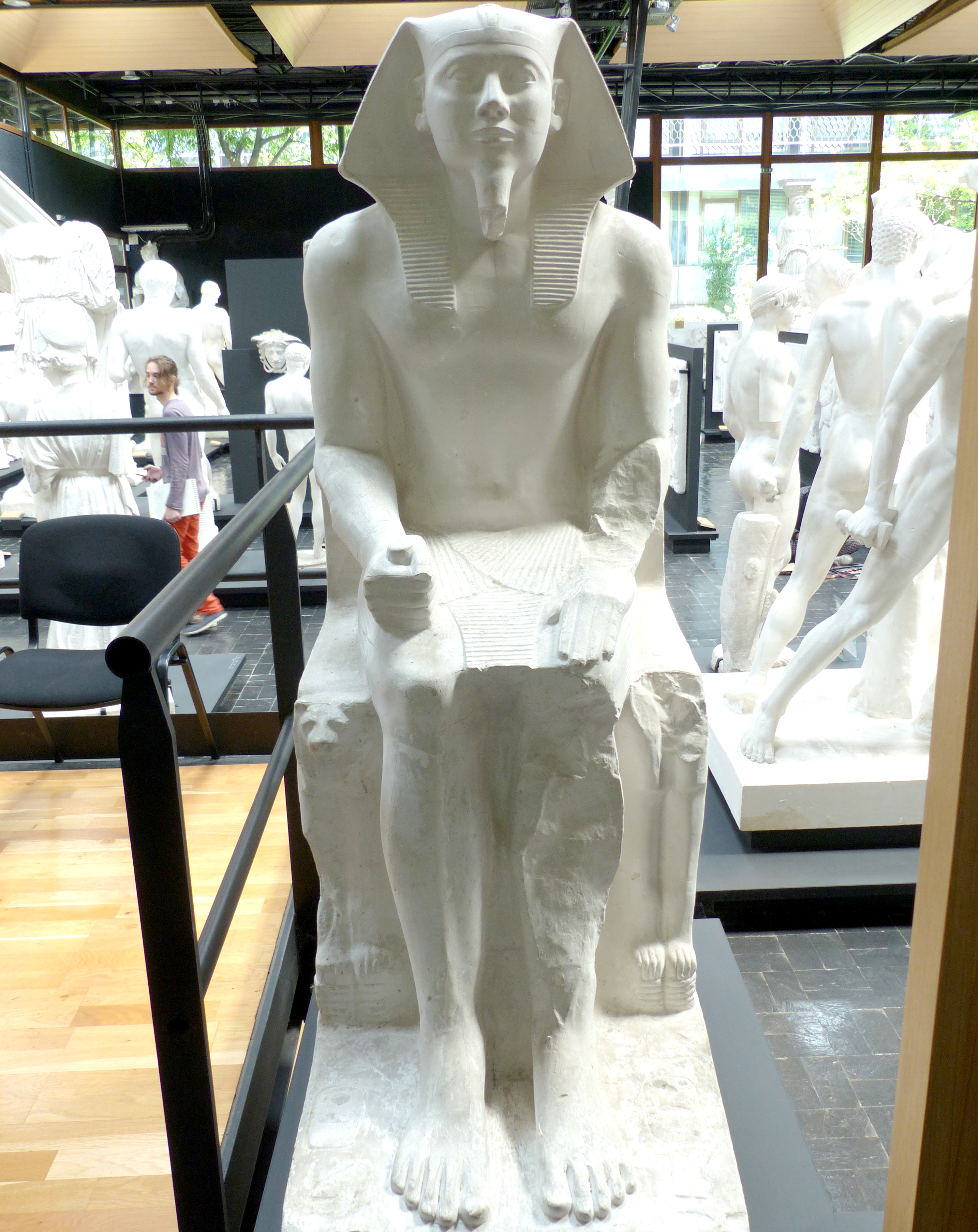